# Etimani Maio
Etimani Maio (30 september 1985) is een Tuvaluaans voetballer die uitkomt voor Tofaga.
In 2008 deed Eti met het Tuvaluaans zaalvoetbalteam mee, bij de Oceanian Futsal Championship 2008.